# Lividity
Lividity (englisch für ‚Totenflecke‘) ist eine Death Metal/Porngrind-Band aus Champaign, Illinois, Vereinigte Staaten. Die Band wurde oft wegen ihrer frauenfeindlichen Texte und Plattencover kritisiert.

## Geschichte
Gegründet wurde die Band im Jahr 1993 von Dave Kibler der Lividity zunächst als Ein-Mann-Projekt betrieb. Erst nach Veröffentlichung des ersten Demos im Jahr 1994 stießen weitere Musiker hinzu und Lividity begann professionell zu arbeiten. Im Jahr 1997 erschien dann mit Fetish for the Sick die erste offizielle Veröffentlichung der Band auf dem Label Alated Records. Im Jahr 2000 erhielt die Band dann einen Plattenvertrag bei United Guttural Records, auf dem das folgende Album erschien. Seit 2002 ist Lividity auf dem deutschen Musiklabel Morbid Records unter Vertrag. Im Jahr 2004 ermöglichte das Label der Band eine Headliner-Tour durch Europa bei der unter anderem auch Master im Vorprogramm spielten.

## Diskografie
| Jahr | Titel                                  | Label                                 | Art   | Anmerkungen                                                   |
| ---- | -------------------------------------- | ------------------------------------- | ----- | ------------------------------------------------------------- |
| 1994 | Untitled                               | –                                     | Demo  | Promo                                                         |
| 1995 | Ritual of Mortal Impalement            | –                                     | Demo  |                                                               |
| 1995 | Lividity / Morgue Fetus                | Skin Her Alive                        | EP    | Split mit Morgue Fetus                                        |
| 1996 | Rejoice in Morbidity                   | Immortal Records                      | EP    |                                                               |
| 1997 | Fetish for the Sick                    | Ablated Records                       | EP    |                                                               |
| 1999 | The Urge to Splurge / Drowned in Dusk  | Cudgel Agency                         | EP    | Split mit Profanity                                           |
| 1999 | Live Anal Action                       | Maniacal Brutality                    | Album | Livealbum                                                     |
| 1999 | Show Us Your Tits                      | United Guttural Records               | Album | Livealbum                                                     |
| 2000 | The Age of Clitoral Decay              | United Guttural Records               | Album |                                                               |
| 2001 | Lividity: Lets One Live in Weft        | Dying Illini Records                  | Album | Best-of-Kompilation                                           |
| 2002 | … ’Til Only the Sick Remain            | Morbid Records                        | Album |                                                               |
| 2006 | Eat Shit & Die !!! / Feasting on Flesh | Disembowelment Records                | EP    | Split mit Terrorism                                           |
| 2006 | Used, Abused, and Left for Dead        | Epitomite Productions                 | Album |                                                               |
| 2007 | Live in Germany                        | Morbid Records                        | DVD   | Live-Split mit Waco Jesus vom Fuck the Commerce Musikfestival |
| 2008 | Live Fornication                       | Morbid Records, Epitomite Productions | Album | Livealbum                                                     |
| 2009 | Alive & Split Open                     | Underground Movement                  | Album | Split mit Warpath                                             |
| 2009 | To Desecrate and Defile                | Epitome Productions                   | Album |                                                               |
| 2010 | Headcock / Full Sperm’s Cheeks         | Horns & Hoofs Records                 | Album | Split mit Necrocannibalistic Vomitorium                       |
| 2010 | The Complete Demography 1994–2005      | Taphos                                | Album | Demo-Kompilation                                              |